# Selim Palmgren

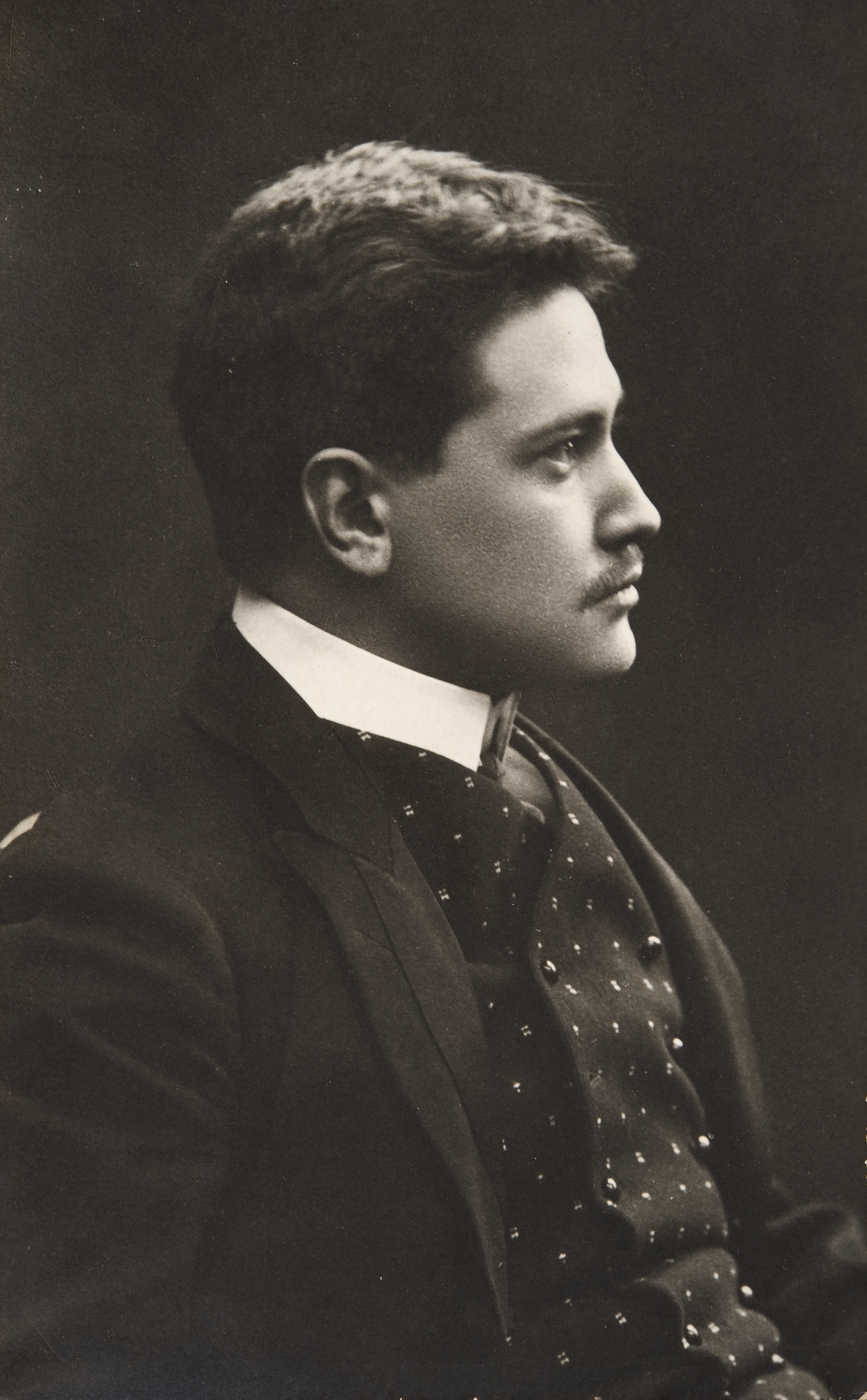
Selim Palmgren

Selim Gustaf Adolf Palmgren (Pori, 16 februari 1878 - Helsinki, 13 december 1951) was een Finse componist en pianist. Zijn bijnaam was De Finse Chopin. Palmgren wordt samen met Jean Sibelius gerekend tot de Finse nationale school.

## Levensloop
Palmgren studeerde aan het Conservatorium van Helsinki, daarna bij Conrad Ansorge (leerling van Franz Liszt) in Berlijn en bij Ferruccio Busoni in Italië. In 1909 werd hij directeur van de muziekschool in Turku. Hij maakte met zijn echtgenote, de zangeres Maikki Järnefelt een concertreis door Europa en de Verenigde Staten. In de VS werd hij docent aan de Eastman School of Music. In 1926 keerde hij naar Finland terug.

## Werken
Palmgren schreef opera's, orkestwerken en mannenkoren, maar werd vooral bekend door zijn vele solo-pianowerken en zijn 5 pianoconcerten. Hij bewaarde slechts een pianosonate.
- Op. 1 - Prelude, Illusion, & Etude en Valse-Caprice voor piano
- Op. 2(a) - 2 Liederen
- Op. 2(b) - 3 Pianostukken
- Op. 3 - Suite voor piano
- Op. 4 - Drei Klavierstücke
- Op. 5 - 2 Liederen
- Op. 6 - Fantasie voor piano
- Op. 7 - Den Unge Piges Viser, liederencyclus voor stem en piano
- Op. 8(a) - Lyrisch Intermezzo, een suite voor piano
- Op. 8(b) - Stukken voor viool en piano
- Op. 9 - En Route, Concertetude voor piano
- Op. 10 - Impromptu en Scherzo voor piano
- Op. 11 - Pianosonate in d mineur
- Op. 12 - Liederen
- Op. 13 - Pianoconcert nr.1 in g mineur (1904)
- Op. 14 - Barcarole voor piano
- Op. 15 - Liederen
- Op. 16(_) - Menuet in volksstijl (Menuett i folkton) voor piano
- Op. 16(a) - 4 Liederen
- Op. 16(b) - 4 Liederen
- Op. 17 - 24 Preludes voor piano
- Op. 18 - Ballade met Thema en Variaties voor piano
- Op. 19 - Liederen
- Op. 20 - Liederen
- Op. 21 - "Cinderella"
- Op. 22 - Finse Lyriek, 12 stukken voor piano
- Op. 23 - Orgelwerken
- Op. 24 - Aus Finnland, 4 symfonische stukken voor orkest
- Op. 25 - Liederen
- Op. 26 - 3 Humoresques voor piano
- Op. 27 - 7 Pianostukken, "Voorjaar"
- Op. 28 - 6 Lyrische stukken voor piano
- Op. 29 - "Contrasts" voor piano
- Op. 30 - Opera "Daniel Hjort"
- Op. 31 - 5 Schetsen van Finland voor piano
- Op. 32 - 3 pianostukken
- Op. 33 - Pianoconcert nr.2 ("De Rivier") (1913)
- Op. 34(a) - 2 Kleine Balletscenes voor piano
- Op. 34(b) - Liederen
- Op. 35 - Klavierschetsen voor piano
- Op. 36 - De Masquerade voor twee piano's
- Op. 37(a) - Mephistowaltzer
- Op. 37(b)- Lied 'Nocturne'
- Op. 38 - Dunkelrote Rosen voor zangstem en piano
- Op. 39 - Nordischer Sommer - 5 Pianostukken
- Op. 40 - "Die Stadt" voor stem en orkest (zie op 41!)
- Op. 41 - (a) Pianoconcert nr.3 ("Metamorphoses") (1916) / (b) Lied 'Die Stadt' voor stem en orkest (1914)(Zie op 40!)
- Op. 42 - Ballade "Torpflickan" voor solostemmen, koor en orkest
- Op. 43 - 4 Stukken voor viool & Piano
- Op. 44 - Liederen
- Op. 45 - 3 Pianostukken
- Op. 46 - Exotisk Marsch voor piano
- Op. 47 - "Spring", 6 Pianostukken
- Op. 48 - 2 Liederen voor stem en piano
- Op. 49(a) - Pianostukken ('Längtansvals och andra klaverstycken')
- Op. 49(b) - Rondo a Capriccio voor piano (zelfde als op. 53)
- Op. 50 - Pastorale in 3 Scenes, Suite voor piano / orkest
- Op. 51 - Licht en donker - 6 Pianostukken ('Ljus och skugga')
- Op. 52 - 3 Liederen
- Op. 53 - Rondo a capriccio voor piano ' - zelfde als op. 49b!
- Op. 54 - 3 Pianostukken
- Op. 55 - Lied
- Op. 56 - 3 Liederen
- Op. 57 - Pianostukken
- Op. 58(a) - Muziek bij het toneelstuk "Juhana Herttua" (Op 62?)
- Op. 58(b) - Lied
- Op. 59(a) - Julkvällen (Kerstavond) voor koor en orkest
- Op. 59(b) - Liederen
- Op. 60 - 3 Liederen
- Op. 61 - Kaunehin Maa ("Het mooiste land") - voor mannenkoor en koperblazers
- Op. 62 Muziek bij het toneelstuk "Juhana Herttua"
- Op. 63 - 4 Impromptus voor piano
- Op. 64(a) - Pianostukken "Klanger och Rytmer"
- Op. 64(b) - "Ivy" and "Bagpipes" voor piano
- Op. 65 - Intermezzo valsant voor piano
- Op. 66 - 2 Impromptus voor piano
- Op. 67(a) - Hakkapeliittojen marssi (Mars van de Finse soldaten in de dertigjarige oorlog)
- Op. 67(b) - 6 Pianostukken
- Op. 68 - Incidentele Muziek
- Op. 69 - Finse volksliederen voor piano
- Op. 70(a) - 2 Liederen
- Op. 70(b) - Graciosa rytmer ("Gracieus ritme") voor piano
- Op. 71 - 3 Pianostukken
- Op. 72(a) - Nocturne in 3 Scenes voor piano
- Op. 72(b) - 12 Noorse volksliederen
- Op. 73 - 3 Pianostukken
- Op. 74 - 3 Pianostukken
- Op. 75 - 8 Pianostukken
- Op. 76 - 6 Pianostukken
- Op. 77 - 24 Etudes voor piano
- Op. 78 - Stukken voor viool & piano
- Op. 79 - 10 Pianostukken
- Op. 80 - 2 Stukken voor cello en piano
- Op. 81 - Pianostukken "Triptych"
- Op. 82 - 3 Fantasieën voor piano
- Op. 83 - 3 Pianostukken
- Op. 84 - Pianostukken (Preludes)
- Op. 85 - Pianoconcert nr.4 ("April") (1928)
- Op. 86 - Cantate "Voor de vrijheid van het vaderland"
- Op. 87 - Nieuwe pianoschetsen
- Op. 88 - 4 Pianostukken
- Op. 89 - Cantate voor het 700-jarig bestaan van de stad Turku
- Op. 90 - Liederen
- Op. 91 - Liederen
- Op. 92 - Orkestlied
- Op. 93(a) - Sonatine voor piano
- Op. 93(b) - Festpräludium voor piano
- Op. 94 - 4 Liederen
- Op. 95 - Orkestlied
- Op. 96 - Muziek voor een Komedie voor orkest
- Op. 97 - Orkestlied
- Op. 98 - (a) 'Vanhojen Messujen Aikaan' ("Ten tijde van de oude missen") voor mannenkoor en orkest, (b) "Lied van het gilde voor koor
- Op. 99 - Pianoconcert nr.5 (1940)
- Op. 100 - Cantate/zangspel 'Nouskohon Sukuni Suuri' ("Laat mijn grote land groeien")
- Op. 101 - Liederen
- Op. 102 - Zon en wolken, 12 pianostukken
- Op. 103(a) - Jouluaatto ("Kerstochtend") voor koor en orkest
- Op. 103(b) - Cantate voor de 500-e verjaardag van de stad Naantali
- Op. 104 - Concertfantasie voor viool en orkest
- Op. 105 - Balletscenes, 6 stukken voor piano
- Op. 106 - Liederen
- Op. 107 - Liederen
- Op. 108 - Ballade voor orkest
- Op. 109 - Pianosuite "Dagboekblaadjes"
- Op. 110 - Lied
- Op. 111 - Autobiografie (in het Fins)
- Op. 112 - Cantate "Väinämöinen ja karhunkaato"
- Op. 113 - Sonatine voor piano
- Op. 114 - Op 114/1 "a Gaspar Cassado" / "Violoncello - Repertoire de Gaspar Cassado" voor cello en piano / Op 114/2 In tempo di minuetto

- Op posth. - Aftonpsalm voor koor
- Op posth. - Allegretto voor piano (1921)
- Op posth. - Allhelgonenatt voor mannenkoor
- Op posth. - Anna-mi (Lied)
- Op posth. - Arabeske (1946) voor piano
- Op posth. - Arabeski (1896) voor piano
- Op posth. - Asparnas susning (Lied)
- Op posth. - Aurinkokaupunki voor koor
- Op posth. - Bagatelle voor piano
- Op posth. - Berceuse voor piano
- Op posth. - Berceuse (1895) voor piano
- Op posth. - Berceuse (1917) voor viool en piano
- Op posth. - Björkarna där hemma voor mannenkoor
- Op posth. - Bort allt vad oro gör voor mannenkoor
- Op posth. - Bottniska hav
- Op posth. - Brudefärden
- Op posth. - Cavatina voor viool en piano (verloren?)
- Op posth. - Chanson elegiaque voor viool en piano
- Op posth. - Chant d'automne (1917) voor cello en piano
- Op posth. - Klarinetconcert (onvoltooid)
- Op posth. - Con sordino voor piano
- Op posth. - Concertetude ("Konsertetude")(1906)
- Op posth. - Country dance / Musette / The Bagpipe voor piano (1922)
- Op posth. - Cry for Help (1927) voor koor
- Op posth. - Dag efter dag voor stem en piano
- Op posth. - Darthulas gravsång voor mannenkoor
- Op posth. - 'De Fallna' ("The Fallen Ones"), Lied (1919)
- Op posth. - De heliga änglar voor koor (1933)
- Op posth. - De vita scholastica voor stem en piano
- Op posth. - Den långa dagen voor stem en piano
- Op posth. - Den övergivna voor stem en piano
- Op posth. - 'Drömmen' ("Dream") voor koor (1898)
- Op posth. - Drömvisa voor piano (1921)
- Op posth. - 'En Idyll' voor koor
- Op posth. - Ensimmäinen perhonen ("De eerste vlinder") voor piano
- Op posth. - Entre'acte valsant voor piano
- Op posth. - 'Erotus mielillä' ("Denkend aan het vertrek") voor koor (1900)
- Op posth. - Etude voor piano (1896)("onvoltooid")
- Op posth. - Etude ("Gnistor") voor piano
- Op posth. - Etude de Concert voor piano (c.1900)
- Op posth. - Finnish Caprice voor piano (1922)
- Op posth. - 'Helsinki Oldboys Regement' March voor piano
- Op posth. - Intermezzo (1895) voor piano
- Op posth. - Intermezzo Marziale voor orkest (arrangement van op.47 nr.4?)
- Op posth. - 'Keijukaiset' ("Sprookjes") voor piano
- Op posth. - 'Kevätauerta' voor piano
- Op posth. - 'Lullaby for Wounded Hearts' voor orkest (orkestadaptatie van een pianowerk uit op.81?)
- Op posth. - Musette voor orkest
- Op posth. - Ouverture voor piano (1934) - zelfde als op.93b! (heruitgegeven als een "postuum werk" in 1982)
- Op posth. - 'Pieni legenda' ("Een kleine legende")(1895) voor piano
- Op posth. - Prélude funebre voor piano
- Op posth. - Preludietto voor piano
- Op posth. - Presto voor piano
- Op posth. - Romance voor viool en piano (1917)
- Op posth. - Scherzino (1894) voor piano
- Op posth. - Serenade voor piano
- Op posth. - 'Solsken genom tårar' ("Zonneschijn door de tranen")(1946) voor piano
- Op posth. - 'Spinnrocken' voor piano
- Op posth. - 'Syysprologi' ("Een herfstproloog") voor piano
- Op posth. - Titania voor mannenkoor
- Op posth. - Hongaarse dans voor piano
- Op posth. - Valkokaarti ("De witte wachter") voor stem en piano
- Op posth. - 'Valssi länsisuomalaiseen tapaan' ("Wals in een Westfinse stijl") voor piano
- zonder opusnummer - Aria (1904) voor piano
- zonder opusnummer - Berceuse voor piano (rond 1919)
- zonder opusnummer - Finnische kabinettstücke (7 Pianostukken) (rond 1923)
- zonder opusnummer - Gavotte en Musette voor piano (rond 1919)
- zonder opusnummer - 'Het graf van Chopin' voor piano en orkest
- zonder opusnummer - Intermezzo voor de linkerhand (1906)
- zonder opusnummer - Noordelijke volksliederen
- zonder opusnummer - Romance voor viool en piano (1917)
- zonder opusnummer - Scherzo (1893) voor piano
- zonder opusnummer - Finse volksliederen voor piano (wellicht op.69?)
- zonder opusnummer - 'Vårbräckarnas brus' ("Het ruisen van het voorjaar") voor piano

- Bibsys: 97019825
- Biblioteca Nacional de España: XX1065404
- Bibliothèque nationale de France: cb13898210m (data)
- CiNii: DA10746101
- Gemeinsame Normdatei: 119142457
- International Standard Name Identifier: 0000 0001 0777 3864
- Library of Congress Control Number: n81081337
- Nationale Bibliotheek van Letland: 000049138
- MusicBrainz: cf70e8e8-224b-4abe-b87b-9b4f096f4b7b
- Bibliotheek van het Japanse parlement: 01217267
- Nationale Bibliotheek van Tsjechië: mzk2010615589
- Nationale bibliotheek van Australië: 35139876
- Nationale Bibliotheek van Israël: 987007313766005171
- Nationale Bibliotheek van Polen: a0000002652460
- Nederlandse Thesaurus van Auteursnamen: 097075523
- Istituto Centrale per il Catalogo Unico: MUSV074874
- LIBRIS: 235094
- SNAC: w62g285k
- Système universitaire de documentation: 251432750
- Trove: 839484
- Virtual International Authority File: 12492370
- WorldCat: E39PBJrCdX3w3cG7v89TQQhrbd